# Alcea ilamica
Alcea ilamica là một loài thực vật có hoa trong họ Cẩm quỳ. Loài này được Pakravan mô tả khoa học đầu tiên năm 2003.